# Atlanta (Illinois)
Atlanta – miasto w Stanach Zjednoczonych, w stanie Illinois, w hrabstwie Cherokee.